# Rue du Petit-Saint-Jean
La Rue du Petit-Saint-Jean se trouve dans le 1er arrondissement de Marseille.

## Situation et accès
Elle va de la place des Capucines au cours Belsunce. 

## Origine du nom
Son nom lui vient d’une auberge ouverte en 1646 dont l’enseigne représentait un enfant habillé en petit Saint-Jean.

## Bâtiments remarquables et lieux de mémoire
- Au n° 25 se trouvait le Mont de Piété construit au milieu du XIXe siècle et mis en service en 1855. Il est détruit par le bombardement du 27 mai 1944.